# 高勝美
高勝美（1969年1月27日—），臺灣原住民布農族女歌手，曾拿下第4屆金曲獎最佳國語歌曲女演唱人獎。

## 簡介
高勝美是1980年代出道的臺灣原住民歌手，台湾歌唱家，當時臺灣社會歧視原住民觀念甚深，所以當時不承認自己是原住民，直到1990年代後期張惠妹出道，把原住民浪潮推向高峰，大家慢慢對原住民有不一樣的想法，原住民歌手的接受度也增高許多，才承認自己有原住民血統。作為比張惠妹更早出道的原住民歌手，高勝美紅極一時，曾唱紅了多部八點檔連續劇主題曲等，有「高八點」之稱，也是原住民歌后級人物。(曾經與雙胞胎哥哥宋逸民交往)
高勝美母親為高雄縣桃源鄉布農族人，以父系社會來說，她不算很嚴謹的原住民。小時候並沒有得到原住民該有的優惠及補貼。高家有四個小孩，高勝美為么女。一到五歲隨父母在高雄縣鳳山市四處租屋，後搬至高雄縣岡山鎮德南村保安警察第五總隊宿舍，岡山國中第27屆畢業。高勝美前往台北市投靠在秀場當小歌星的姐姐高芊蘋。18歲那年，臺北市新成立的上格唱片招考歌手，高勝美陪朋友前去應試；沒想到那天，高勝美的朋友很緊張，所以唱得不理想，還當場哭了；上格唱片老闆呂燕清見高勝美外型不錯，便邀請她試試看。從此，高勝美正式踏上歌壇，成為上格唱片簽下的第一位歌星。1985年，上格出品高勝美首張專輯《緣》。短短幾年間，高勝美就成為台灣歌壇炙手可熱的明星；上格也隨高勝美由老闆呂燕清、美工蕭青陽外加一位企劃的三人小公司，茁壯成為台灣主要唱片公司之一。高勝美與演員高尹辰的母親為姊妹。
高勝美於1977年（8岁）在高雄市參加歌唱比賽獲得季軍；又曾在华视訓練中心歌唱训练班学习了2年的歌唱，1992年榮獲第4屆金曲獎最佳國語歌曲女演唱人獎。她曾多次主唱瓊瑤小說改編電視劇《青青河邊草》、《啞妻》、《三朵花》、《望夫崖》、《海鷗飛處彩雲飛》的歌曲，及台視《新白娘子傳奇》片頭曲、中視《一代皇后大玉兒》片頭曲等曲目，備受矚目。
1980年代，高胜美从演绎老式情歌闻名，她的演唱既有较早期台湾女歌手的韵味，又吸取了1930年代上海女歌手的温婉甜美。
之後高勝美轉往中國大陸發展，以供養在臺北的房子跟父母。一度在上海古北置產，接受媒體採訪時，曾經表示後悔太晚才進入中國大陸市場，「這裡像我第2個家，環境和氣候都像台北，走路去買東西也方便。」
直至2016年，久未在臺灣露面的高勝美在第51屆金鐘獎擔任表演嘉賓，除了演唱經典八點檔電視劇主題曲外，還與新生代饒舌歌手熊仔、以及無解樂團以【跨世代戲劇交響曲】主題代表世代交替合唱，前所未見的合作頗受多數網路鄉民好評。

## 獎項

### 金曲奬
| 年份   | 獲提名            | 獎項                              | 結果 |
| ------ | ----------------- | --------------------------------- | ---- |
| 1992年 | 《望夫崖》        | 第3屆金曲獎最佳國語歌曲女演唱人獎 | 提名 |
| 1993年 | 《經典金選（1）》 | 第4屆金曲獎最佳國語歌曲女演唱人獎 | 獲獎 |

## 延伸閱讀
- 劉宜（整理）. 林淑華 , 编.  初版. 希代書版. 1994-10-01: 256頁 [1994]. ISBN 957-544-576-7 （中文）. 高勝美（口述）（繁體中文）
- 初版. 九州出版社. 2007-04-01: 117 頁 [2007]. ISBN 978-780-195-667-5 （中文）. 高勝美（简体中文）

## 外部連結
- 高勝美的歷年專輯與介紹 - KKBOX （页面存档备份，存于）